# 드레스 (영화)
《드레스》(Dress)는 미국에서 제작된 헨리 이안 쿠식 감독의 2013년 드라마, 가족 영화이다. 헨리 이안 쿠식 등이 주연으로 출연하였다.

## 출연

### 주연
- 헨리 이안 쿠식
- 실리아 케니

## 수상
- Best Short Narrative at Chicago’s 2014 Peace on Earth Film Festival[1]
- 미국영화제(USA Film Festival)[2]
- 하와이 국제영화제 최고의 영화관중상(Hawaii International Film Festival Best Film Audience Award)[3]